# Подчауш
Подчауш (серб. Подчауш / Podčauš) — село в общине Братунац Республики Сербской Боснии и Герцеговины. Население составляет 141 человек по переписи 2013 года.